# 靖西海菜花
靖西海菜花（学名：Ottelia acuminata var. jingxiensis）为水鳖科水车前属下的一个变种。

## 扩展阅读
- 維基物種上的相關：靖西海菜花